# Hoplophthiracarus mallacoolaensis
Hoplophthiracarus mallacoolaensis är en kvalsterart som beskrevs av Wojciech Niedbała 2006. Hoplophthiracarus mallacoolaensis ingår i släktet Hoplophthiracarus och familjen Phthiracaridae. Inga underarter finns listade i Catalogue of Life.